# 交通卡

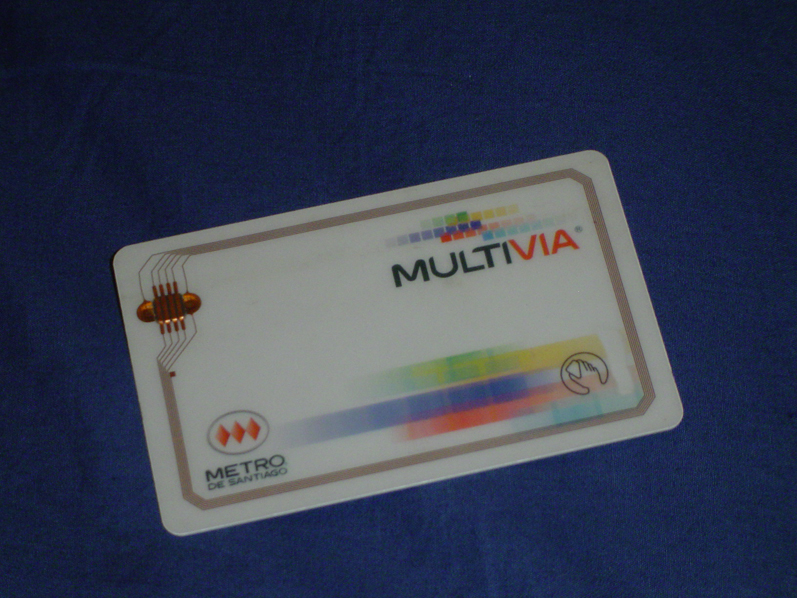

交通卡是一種購買時預先儲存票值，可以使用多次直至票值用盡的車票，每次乘搭交通工具時會扣除該次的票值，一般只能用於乘搭指定類型的交通工具。從前的儲值車票到票值用盡時就會失效，現在有一些可以多次增值的車票，屬於電子貨幣的一種，例如各地的交通智慧卡、電子票證。

## 各地例子

### 香港
- 八達通

### 中國
- 北京市政交通一卡通
- 天津城市卡
- 上海公共交通卡
- 金陵通
- 羊城通
- 岭南通
- 琴岛通
- 甬城通
- 苏州通
- 天府通
- 福建交通一卡通

### 澳門
- 澳門通
- 輕軌通（僅適用於澳門輕軌）

### 日本
- Kitaca（適用於JR北海道）
- Suica（首都圈範圍、仙台範圍、新潟範圍、札幌範圍（SAPICA範圍）、沖繩範圍）
- PASMO（使用地區以關東地方為中心）
- TOICA（使用地區以名古屋、靜岡地區為中心）
- manaca（適用於名古屋鐵道、名鐵巴士、名古屋臨海高速鐵道（青波線）、名古屋導向巴士、豐橋鐵道等公司的路線）
- ICOCA（使用地區以JR西日本地域為中心）
- SUGOCA（適用於JR九州、北九州高速鐵道）

### 南韓
- T-money

### 臺灣
- 悠遊卡
- 一卡通
- icash

### 泰國
- 兔子卡（適用於曼谷大眾運輸系統（BTS）和曼谷快速公交系統（BRT））
- 蜘蛛卡（適用於曼谷地鐵藍線和曼谷地鐵紫線）

### 英国
- 大倫敦：蠔卡

### 法國
- 法蘭西島：通游卡

### 
- 新南威爾士州（僅悉尼及其周邊的城市如臥龍崗、中海岸、藍山）：澳寶卡
- 維多利亞州（包括墨爾本）：Myki
- 東南昆士蘭州：Go卡
- 南澳大利亞州：都會卡
- 西澳大利亞州（包括珀斯、奧班尼、班伯利等城市）：SmartRider